# Gertrud Svensdotter
Gertrud Svensdotter, née en 1656 et morte en 1675, est une paysanne suédoise connue pour être la témoin et l'accusatrice principale de Märet Jonsdotter pour sorcellerie en 1668. Ce procès est le point de départ de la grande chasse aux sorcières de 1668 à 1676 en Suède, appelée, en suédois, Det Stora oväsendet (« le grand tumulte »). Cette période implique toute une série de procès pour sorcellerie dans de nombreuses régions du pays et dure jusqu'en 1676.  
Gertrud Svensdotter est l'une des 999 femmes mythiques, historiques et remarquables, affichées sur les carreaux blancs faits à la main de l'Heritage Floor dans le cadre de l'installation artistique The Dinner Party de Judy Chicago (1979). Son nom y est cependant orthographié à tort comme «Gertrude Svensen». 

## Contexte
À l'automne 1667, alors âgée de douze ans, Gertrud Svensdotter s'occupe d'un troupeau de moutons avec le berger Mats Nilsson. Les deux enfants finissent par se battre. À la suite de cette dispute Mats Nilsson affirme que Gertrud Svensdotter a conduit les moutons au-dessus du Dalälven oriental, en marchant sur l'eau, à Hemmansäng. Le prêtre Lars Elvius se charge d'interroger Gertrud Svensdotter. Il l'encourage à avouer qu'elle a effectivement marché sur l'eau grâce à la magie du diable. Gertrud Svensdotter fait une confession détaillée au prêtre durant laquelle elle explique que lorsqu'elle vivait avec ses parents à Härjedalen c'est la femme de chabre Märet Jonsdotter qui l'a emmenée rencontrer le diable alors qu'elle-même pensait aller à l'église. Dans son récit, elle apparaît comme passive vis-à-vis du diable, c'est toujours Märet Jonsdotter qui intervient, qui saisit sa main pour la tendre au diable, répond aux questions du diable à sa place, etc,.  
Gertrud Svensdotter déclare visiter souvent Blockula, une île légendaire où le diable tient sa cour pendant le Sabbat, et y emmener de nombreux enfants. Elle explique qu'elle décide de se confesser car lors d'une visite à Blockula, elle a rencontré un ange qui menace le royaume d'une épidémie de faim si elle ne se confesse pas. Les aveux de Gertrud Svensdotter surviennent après qu'un autre berger, Erik Eriksson, rapporte que durant une de ses vision il a vu Gertrud Svensdotter à Blockula assise avec les enfants qu'elle avait emmenés, parmi lesquels sa petite sœur, et qu'il avait entendu un ange et un diable discuter des nombreuses personnes que Gertrud Svensdotter a ramenées au royaume du Diable.
Après de nombreux et longs interrogatoires Gertrud Svensdotter accuse dix-neuf personnes, dont huit adultes. 
De nombreuses personnes ont été ainsi condamnées sur la base de témoignages d'enfants ou d'adolescents. Il leur suffit d'inventer des histoires d'enlèvement à Blockula pour qu'un adulte soit condamné à mort. Dans les procès pour sorcellerie en Suède, l'enlèvement d'enfants est central. Certains enfants errent de village en village en proclamant qu'ils ont la capacité de désigner les sorcières, ce pour quoi ils sont payés de surcroît. 
À la suite du procès contre Märet Jonsdotter le 19 mai 1669, huit personnes (sept femmes et un homme) ont été exécutées au procès des sorcières de Mora. Gertrud Svensdotter est elle-même condamnée à mort, mais on lui promet la vie sauve si elle continue à signaler les personnes suspectes de sorcellerie.
La chasse aux sorcières a continué de faire rage à travers le pays jusqu'à l'exécution de Malin Matsdotter à Stockholm en 1676 et la mise en cause des témoignages d'enfants qui s'est ensuivie.

## Fin de vie
Gertrud Svensdotter assiste à l'exécution des condamnés à mort du procès de Mora le 19 mai 1669. Elle est plusieurs fois appelée par le prêtre Lars Elvius pour divertir ses invités avec ses récits de sorcellerie.
Le 9 février 1673, Gertrud Svensdotter épouse Lars Mattson, également un des enfants témoins au procès des sorcières, de quatre ans son aîné. A l'occasion de son mariage, ses deux tantes célibataires et mères nourricières lui donnent leur ferme. Gertrud Svensdotter est enterrée le 1er mai 1675, une semaine après avoir donné naissance à son fils, Matts, également décédé et enterré le 11 juin 1675. La cause de sa mort est inconnue: il est possible qu'elle soit décédée à la suite de l'accouchement ou de la peste qui touchait cette partie du pays au moment de sa mort.